# Léa Lafugie
Léa Lafugie, née le 11 février 1890 dans le 7e arrondissement de Paris et morte le 18 juin 1972 dans le 16e arrondissement de Paris, est une exploratrice et peintre française.

## Biographie
Léa Lafugie naît à Paris, issue d'une famille du Libournais, au nord de la Gironde et à la limite de la Dordogne. Son père, Pierre Lafugie, est né en 1855 à Gardegan-et-Tourtirac. Devenu comptable à Paris, il y épouse en 1884 Marie-Joséphine Gire, née à Bayonne. Son grand-père, Jacques Lafugie (1816-1889), est maire de Gardegan-et-Tourtirac de 1883 à 1888 (un cousin germain de Léa, Marcel Lafugie, est à son tour élu maire de Gardegan-et-Tourtirac en 1935).
Diplômée des Arts décoratifs de Paris, Léa Lafugie est très attirée par l'Asie. À l'instar d'Alexandra David-Néel, en 1925, elle voyage en Birmanie, au Tibet pendant huit mois, en Inde et au Japon. Léa Lafugie épouse à Paris en 1932 Claude-Prosper-André Décamps, puis vit en Malaisie où son époux est propriétaire d'une plantation. Lors de la Seconde Guerre mondiale, elle est faite prisonnière des Japonais.
Elle effectue trois voyages au Tibet, en 1926 (Cachemire et Ladakh), en 1927 (Darjeeling, Sikkim  et Tibet jusqu’à Gyantse) et en 1931 (Shimla, vallée de Spiti via le col du Pin-Bhaba, Ladakh, Srinagar). Ses observations font l'objet de plusieurs publications, notamment dans des journaux et revues comme L'Illustration et le National Geographic, et dans deux ouvrages. Ses talents d'artiste lui ont aussi permis de réaliser un grand nombre de dessins, aquarelles et peintures rapportées de ses voyages.
Elle meurt, sans descendance, le 18 juin 1972 dans sa ville natale.

## Publications
- Au Tibet, préface d'Alexandra David Neel, Jean Susse éditeur (collection Voyages et aventures), 1949, 214 p.
- Le Tibet, terre des Bouddha vivants, Paris, Société continentale d'éditions modernes illustrées (collection Connaissance de l'Asie), 1963[4].

## Exposition
Léa Lafugie compte parmi la vingtaine de femmes artistes-voyageuses présentées dans l'exposition « Artistes voyageuses, l'appel des lointains – 1880-1944 » au Palais Lumière d'Évian entre Décembre 2022 et Mai 2023, puis au Musée de Pont-Aven de Juin à Novembre 2023.